# Rebelión de Bornholm
La rebelión de Bornholm (en danés: Den bornholmske opstand, en sueco: Upproret på Bornholm), también conocida como la revuelta de Bornholm, fue un levantamiento popular contra la presencia sueca en la isla del mismo nombre.
Tras la decisiva guerra danés-sueca de 1657-1658, Skåneland, incluida Bornholm, fue cedida al Imperio sueco en el Tratado de Roskilde. Sin embargo, el aumento de los impuestos y el reclutamiento llevado a cabo por el nuevo gobernador sueco, Johan Printzensköld, provocaron un gran descontento entre los habitantes locales. El descontento culminó con el asesinato del gobernador Printzensköld y el colapso de las fuerzas suecas en la isla.

## Antecedentes
Bornholm, junto con el resto de Skåne, fue cedida por Dinamarca-Noruega al Imperio sueco el 8 de marzo de 1658 en la Paz de Roskilde, tras la desastrosa Guerra Danosueca. La noticia llegó a Bornholm el 20 de abril y el primer servicio religioso para el rey sueco, Carlos X Gustavo, se celebró el domingo siguiente. 
El gobierno sueco eligió al experimentado y enérgico Johan Printzensköld como nuevo gobernador de la isla (Landshøvding), que llegaría a Sandvig el 29 de abril. Con Printzensköld había entre 120 y 130 soldados, de los cuales 100 eran soldados rasos, cuatro cañones y 40 quintales de pólvora, además de otras municiones.   
El primer acto de gobierno de Printzensköld fue reunir a los funcionarios de la isla y a la gente de la ciudad y del campo para obtener una imagen de las condiciones de la isla, tal y como había solicitado el Gobierno sueco. Durante la reunión, los habitantes de Bornholm se jactaron de haber traído a Printzensköld para que escribiera sobre ellos.

De ningún modo podía imaginar que la isla estuviera tan desprovista de recursos y dinero como lo está, y dudo que el pueblo llano pueda pagar el primer plazo en metálico, sino sólo en bienes.
Johan Printzensköld

En la reunión, los habitantes plantearon múltiples preocupaciones y peticiones a Printzensköld, quien les prestó atención. A pesar de ello, Printzensköld encontró rápidamente un claro descontento en la mayoría de los habitantes de Bornholm, lo que le hizo pensar que eran malintencionados y groseros. Este descontento popular no haría más que crecer tras la explotación sueca de la mano de obra, los bienes y el dinero de la isla. A pesar del odio que los habitantes le profesaban, Printzensköld intentó mitigar las exigencias del gobierno sueco en la isla.  

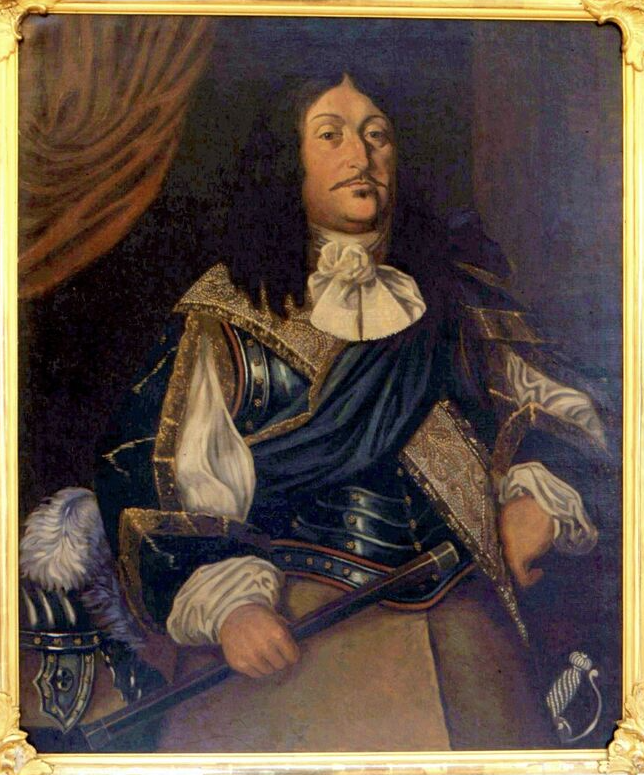
El coronel Johan Printzensköld, pintado en 1899 por Carl Printzensköld como copia de un cuadro de 1649.

## Preludio
El malestar popular aumentó sustancialmente cuando el Gobierno sueco reclutó a los jóvenes de la isla para servir en Pomerania. Los habitantes de Bornholm se opusieron citando el Tratado de Roskilde, que establecía que la isla debía utilizar sus antiguas leyes y estatutos, en los que la milicia solo se había utilizado anteriormente para su propia defensa.  
El 4 de junio, Carlos X Gustavo ordenó enviar a la mitad de los 682 hombres de la milicia a Pomerania. Posteriormente, el 7 de julio, 350 hombres al mando de Gustav Horn partieron de Rønne con destino a Stettin para servir en el ejército sueco. El reclutamiento agotó la mano de obra de la isla, a pesar de ser menor que el reclutamiento danés del año anterior. Por ello, Printzensköld instó a Carlos X Gustavo a no reclutar a nadie en la isla en un futuro próximo.
Carlos X Gustavo exigió además que la caballería y los marineros fueran enviados a Riga y Helsingborg, respectivamente.  
En cuanto a los impuestos, Printzensköld exigió con rigor los impuestos ordinarios de la isla y no parece que se recaudaran en mayor cuantía que los que el Gobierno danés recaudaba anteriormente. Sin embargo, a principios de noviembre, el gobierno sueco impuso un impuesto extraordinario al campesinado, por el que cada campesino propietario de tierras debía pagar 16 riksdaler en moneda de plata. A pesar de los escritos anteriores de los historiadores daneses, que hablaban de una serie de nuevos impuestos bajo Printzensköld, no hay pruebas de impuestos adicionales, y es probable que los historiadores daneses exageraran. No obstante, el agotamiento de los recursos de Bornholm llevó a Printzensköld a suplicar a Carlos X Gustavo que eximiera a la isla de nuevos gravámenes.  
El 7 de agosto de 1658, Carlos X Gustavo desembarcó en Korsør para acabar con el Estado danés. Cuando la noticia llegó a Bornholm, debió de suscitar el pensamiento de rebelión entre los bornholmers de mentalidad danesa (Dansksindede). Posteriormente, se formó una conspiración entre Rønne y Hasle que intercambió cartas con Federico III de Dinamarca. El rey Federico III animó a los habitantes de Bornholm a liberarse y les instó a destruir la guarnición sueca de Hammershus, lo que hizo que la conspiración se extendiera entre la población. Según M. K. Zarhtmann, el líder de la conspiración era Poul Hansen Ancher, que era sacerdote en las parroquias de Hasle y Rutsker y gozaba de gran popularidad en Bornholm, aunque anteriormente se había acordado por unanimidad que el líder era Jens Pedersen Kofoed. Además de tener conexiones con ciudadanos de Rønne y sacerdotes de toda la isla, entre los miembros de la conspiración se encontraban Peder Olsen, Villum Clausen y Niels Gumløse. 
Justo antes del estallido de la rebelión, el ejército sueco en la isla se encontraba en una situación crítica. Al comienzo del invierno, solo 60-70 de los 100 soldados rasos que tenía Printzensköld estaban armados, debido a la falta de recursos y a las duras condiciones meteorológicas. Además, la única fortificación de la isla, Hammershus, estaba en tan mal estado que Printzensköld tuvo que reparar su muralla con césped por falta de cualquier otro material. El 13 de agosto, Printzensköld exigió refuerzos al gobierno sueco, ya que temía un posible ataque naval dano-holandés a la isla. En relación con ello, Printzensköld pidió 30 o 40 soldados de caballería para vigilar las costas de la isla, pero su petición no fue concedida por Carlos X Gustavo.
Tal y como temía Printzensköld, una flota combinada dano-holandesa apareció cerca de Bornholm el 14 de noviembre, por lo que Printzensköld se apresuró a observar sus movimientos. Hasta entonces, las amenazas externas seguían siendo la principal prioridad de Printzensköld, mientras que los disturbios internos, como la conspiración danesa en curso, le parecían impensables a principios de noviembre.Sin embargo, en su carta al rey sueco del 18 de noviembre, Printzensköld parecía ser consciente de la resistencia del pueblo de Bornholm. 

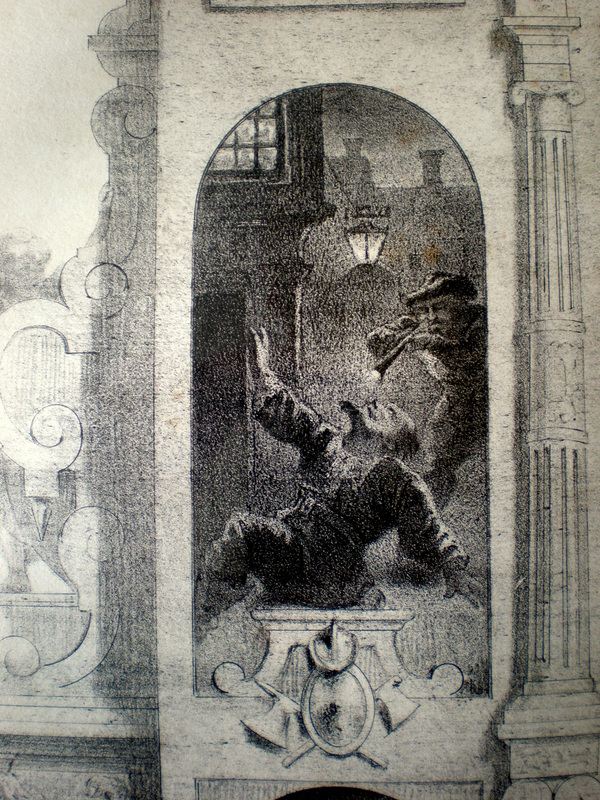
"El disparo": el asesinato de Printzensköld, del Archivo Municipal de Rønne, c. 1900

## Levantamiento
El 8 de diciembre de 1658, Printzensköld se dirigió a Rønne para solicitar un barco que se dirigiera a Ystad en busca de los refuerzos necesarios. De camino, se detuvo en Hasle para exigir al alcalde el pago de los impuestos restantes de la ciudad. Desde allí, uno de los conspiradores, Jens Pederson Kofoed, siguió en secreto a Printzensköld hasta Rønne. A pesar de no contar con el apoyo de los sacerdotes Poul Hansen Ancher y Jakob Tresløv, Kofoed obtuvo el apoyo de algunos conspiradores de Hasle y Rønne. 

### Asesinato de Printzensköld
Mientras tanto, Printzensköld llegó a Rønne a las cuatro de la tarde y visitó a uno de los dos alcaldes de la ciudad. Cuando Kofoed y los conspiradores se enteraron, acudieron rápidamente a la casa del alcalde y entraron a empujones en el salón de la vivienda. Se produjo un violento incidente, durante el cual la mesa fue volcada sobre Printzensköld y su cuerpo fue arrastrado a la calle por los conspiradores bajo la dirección de Kofoed. Posteriormente, lo llevaron al sótano del ayuntamiento, donde Villum Clausen le disparó en la cabeza con una pistola, tras lo cual tanto Jens Kofoed como Niels Gumløs le dispararon a él también.  
Existen incertidumbres históricas en torno al suceso, como, por ejemplo, si Printzensköld fue capturado o no y si intentó huir. El Manifiesto de los Bornholmer, un manifiesto publicado justo después de la muerte de Printzensköld para defender las acciones de los Bornholmer, y un testigo sueco coinciden en que Printzensköld fue capturado. Sin embargo, discrepan en cuanto al supuesto intento de fuga de Printzensköld, ya que el Manifiesto de los Bornholmer afirma que lo hizo, mientras que el testigo sueco lo niega. Aunque una fuente posterior de 1720 coincide con el Manifiesto de Borringholms, la fiabilidad histórica de ambas fuentes es escasa y ninguna otra fuente contemporánea respalda su valoración. Según M. K. Zarhtmann, Printzensköld no intentó escapar, pero todos los demás autores califican el intento de fuga como la verdadera causa del asesinato. 

### Consolidación de la isla
La noticia de su muerte se extendió rápidamente por Rønne y, posteriormente, por el resto de la isla, lo que obligó a la conspiración a entrar en acción. Tras el suceso, Kofoed y sus compañeros persiguieron a los sirvientes de Printzensköld y a otros suecos que se encontraban en Rønne. Después de capturar a los suecos, los conspiradores cabalgaron hasta Jakob Tresløv en Nyker y enviaron un mensaje a los pueblos de Vestermarie y Klemensker para que enviaran plebeyos armados a la iglesia de Ruth en Rutsker. A continuación, marcharon a Hasle para informar a Poul Ancher de los últimos acontecimientos. Se acordó reunir a todos los plebeyos en la iglesia de Ruth.

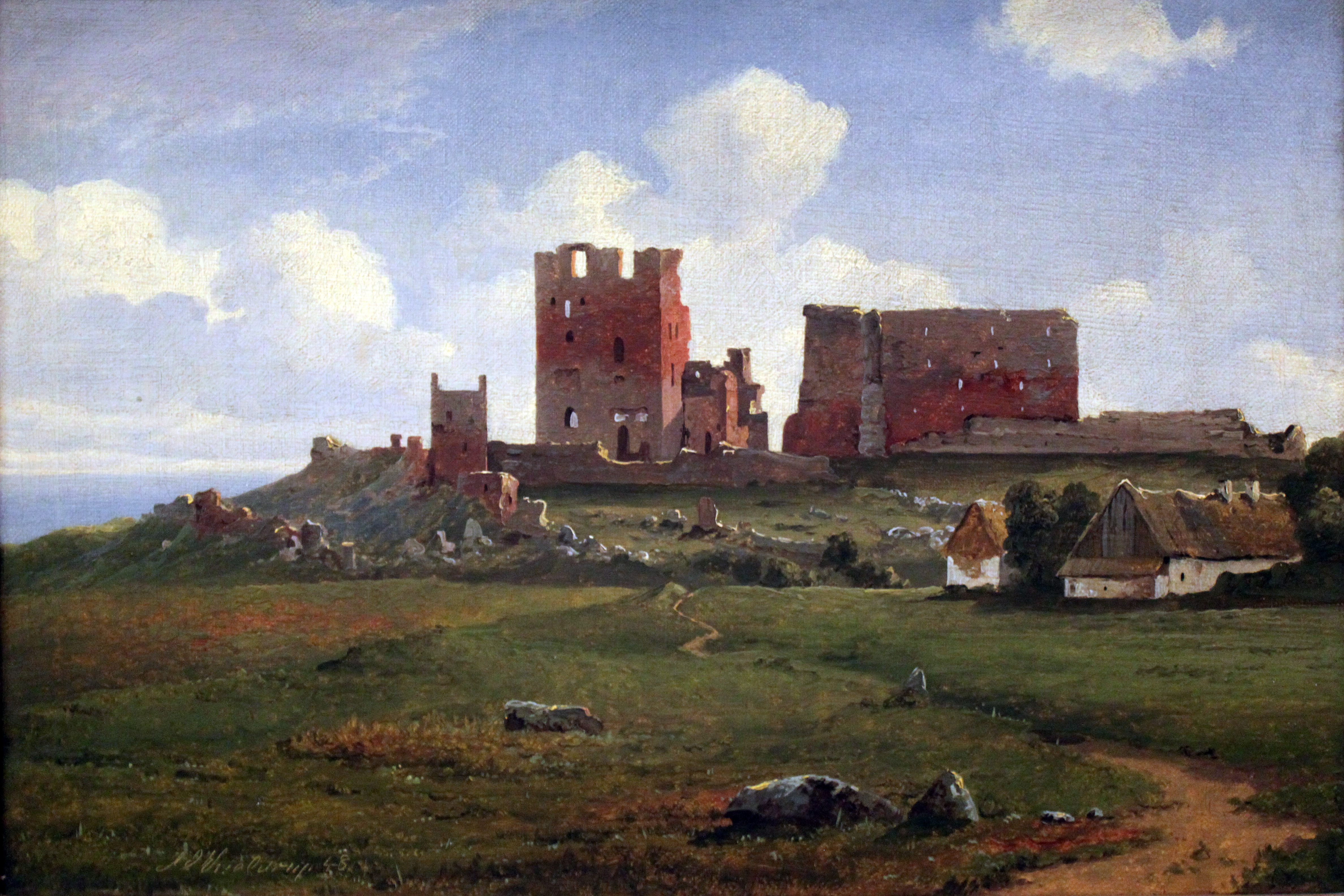
Ruinas de Hammershus, de Anton Eduard Kieldrup, 1848

Desde allí, Kofoed fue a reunirse con Mads Høg, el sandemand (condestable parroquial) de Rutsker, donde se encontraron inesperadamente con un teniente sueco llamado Nils Rud, que fue rápidamente capturado.Los otros conspiradores llegaron hasta Sandvig y reunieron a los plebeyos para movilizarlos.A continuación, Kofoed viajó hasta Allinge, donde localizó a un intendente sueco, que fue asesinado tras negarse a rendirse. Los ciudadanos de Allinge recibieron la noticia de la muerte del gobernador y todos los hombres armados siguieron a Kofoed y al ejército rebelde completo hasta la fortaleza de Hammershus.
Los conspiradores sitiaron la fortaleza y se aseguraron de que los suecos no pudieran escapar de ella.
Durante la noche del 8 al 9 de diciembre, el resto de las fuerzas rebeldes lideradas por el capitán Niels Gumløse y acompañadas por Peder Olsen y Poul Ancher llegaron a Hammershus. Comenzaron entonces las discusiones sobre la mejor manera de persuadir a la guarnición de Hammershus para que se rindiera y pronto se acordó enviar una carta al comandante sueco, Per Lagman, instándole a rendirse. Según el testigo sueco antes mencionado, el capitán de Rønne, Claus Kam, vestía las ropas de Printzensköld y montaba a caballo fuera de la fortaleza para intimidar a los suecos. Los daneses dijeron falsamente a los suecos que Printzensköld había sido capturado y que enviarían su cabeza si la guarnición no se rendía. Este truco funcionó y la guarnición se rindió sin oponer resistencia.
Per Lagman se reunió con los líderes de la rebelión para acordar la rendición y, poco después, la guarnición sueca dejó sus armas y todos se convirtieron en prisioneros de guerra. 

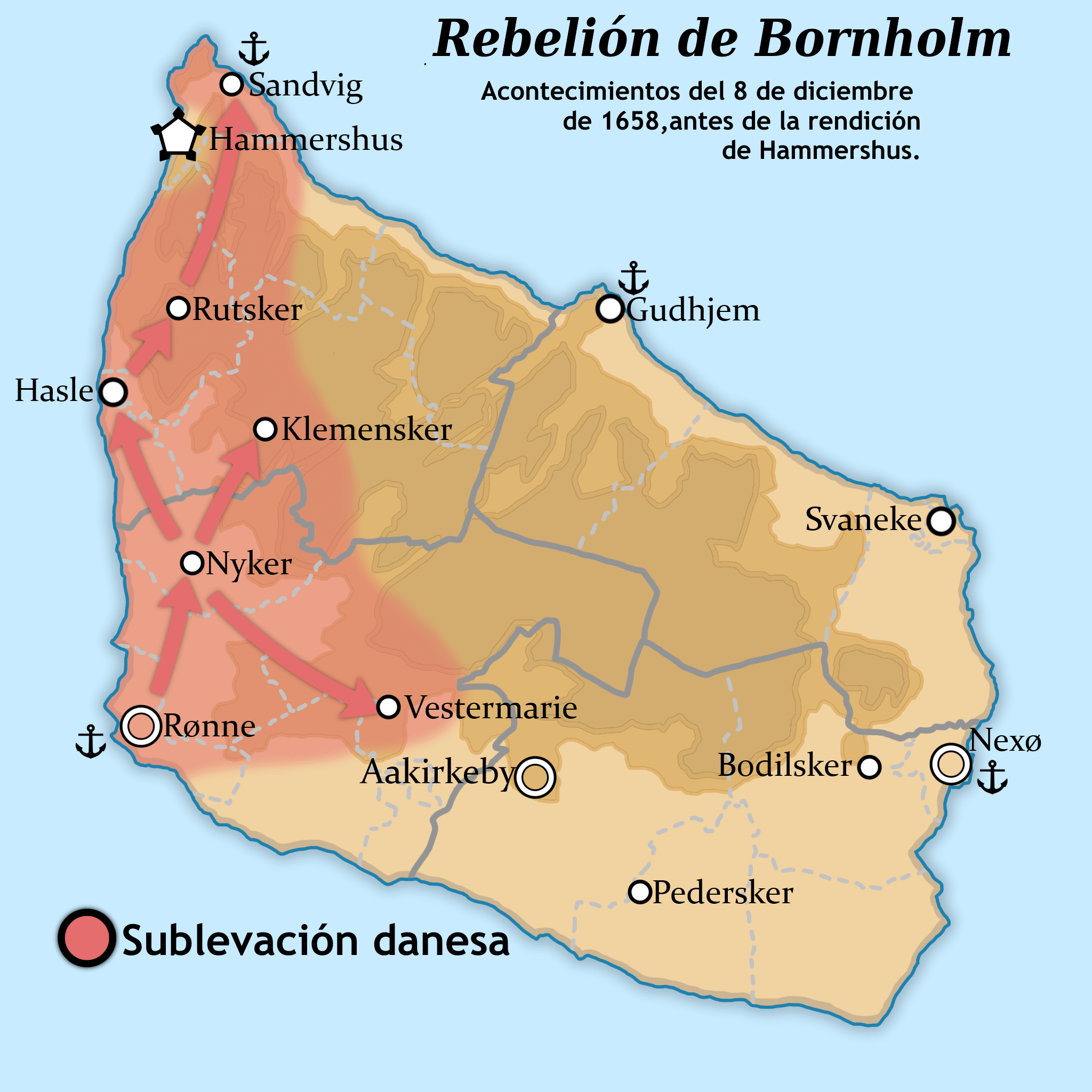
Los movimientos de la revuelta desde la muerte de Printzensköld hasta la rendición de Hammershus, el 8 de diciembre de 1658.

## Consecuencias
La rebelión tuvo éxito en 24 horas y el regimiento sueco fue desmantelado. La milicia de Bornholmers ocupó entonces Hammershus con una guarnición comandada por Kofoed, que tenía experiencia militar como soldado de caballería. Mientras tanto, los prisioneros suecos fueron dispersados por la isla para trabajar en las granjas y conseguir comida. Claus Kam, de Rønne, fue nombrado gobernador temporal de facto de la isla y se hizo cargo de su administración. Al mismo tiempo, Poul Ancher asesoraba y supervisaba a los guardias de la isla.  
Sin embargo, no se podía descartar un ataque sueco desde el mar. El 27 de diciembre, una galera sueca, la Spes, llegó a las afueras de Sandvigcon el segundo de Printzensköld, el capitán Nils Holm, de regreso de Escania con los tan esperados refuerzos de Printzensköld de 80 soldados de caballería. Kofoed atrajo con éxito a los suecos a tierra en pequeños grupos, enviando a algunos a Rønne para encarcelarlos.  
Mientras tanto, el alcalde Peder Olsen navegó hasta Copenhague para entregar formalmente Bornholm al rey Federico III. El 21 de diciembre, tras un día de navegación, llegó a la sitiada Copenhague y, el 29 del mismo mes, los representantes de Bornholm devolvieron la isla reclamada al rey Federico III. En la carta de toma de posesión del rey, se prometía a los habitantes de Bornholm: «tales privilegios y concesiones, tanto en lo que respecta a los impuestos como en otros aspectos que pudieran buscar lo mejor y la prosperidad de la tierra». Con esta garantía, Olsen regresó a Bornholm, y a principios de enero de 1659 llegaron 160 tropas danesas a Hammershus bajo el mando del coronel Mikael Eckstein, que se hizo cargo de la administración de la isla. 
El gobierno sueco recibió la noticia de los sucesos de Bornholm con retraso. Con el único dato de que Bornholm se había sublevado, Carlos X Gustavo envió una carta a Printzensköld el 5 de enero, autorizándole a transferir todas las tropas que necesitara desde Pomerania a la isla. No fue hasta el 13 de febrero cuando el Gobierno sueco recibió una descripción detallada de los hechos por parte de algunos suecos que habían escapado de la isla.
El 4 de julio se produjo el único intento sueco serio de retomar la isla, cuando una fuerza expedicionaria sueca intentó desembarcar en Allinge. Mikael Eckstein rechazó con éxito la invasión, a pesar de que resultó herido.
Como recompensa, el rey Federico III concedió propiedades y derechos a los líderes del levantamiento. Paul Ancher obtuvo el patrocinio de la iglesia de Aa, Peder Olsen, que había sido acusado de traición en 1645, fue nombrado juez de la isla, y Jens Kofoed fue indultado por delitos anteriores. Villum Clausen, que disparó a Printzensköld, y Hans Lavridsen recibieron propiedades agrícolas de por vida, mientras que Peder Jensen se convirtió en ridefoged (alguacil). 
Al acordarse la paz en Copenhague, el 27 de mayo de 1660, se decidió que Bornholm permanecería bajo el dominio danés a cambio de una compensación a la corona sueca en propiedades escandinavas. Sin embargo, si no se llegaba a un acuerdo, la isla sería devuelta a Suecia. Durante las posteriores negociaciones de Hannibal Sehested en Estocolmo, se fijó el importe de la compensación en 8500 táleros por el valor de la tierra, lo que aseguró la lealtad de Bornholm a Dinamarca. De este modo, Bornholm se convirtió en la primera tierra hereditaria de Federico III, dos años antes de la promulgación de la Ley del Rey.

## En la cultura popular
En 1908 se erigió una lápida conmemorativa en Hasle en reconocimiento al papel central que desempeñó la ciudad en el levantamiento. Los líderes del levantamiento alcanzaron un estatus heroico en la isla, y se bautizaron transbordadores con sus nombres. En 2008 se celebró un jubileo de 350 años, y el Museo de Bornholm organizó una exposición especial titulada Peste, pistolas y Printzensköld. Además, el que fuera primer ministro de Dinamarca, Anders Fogh Rasmussen, pronunció un discurso en el que elogiaba la resistencia de los habitantes de Bornholm y agradecía a los líderes de la revuelta su labor. Asimismo, se celebraron festivales en las iglesias de Aa, Hasle y Rutsker. Desde entonces, se ha convertido en tradición celebrar la liberación todos los años.